# Пенітенціарні заклади Донецької області
Пенітенціарні заклади Донецької області
- Донецька виправна колонія-124 (м. Донецьк, квартал 883а, Кіровський район Донецька)
- Волноваська виправна колонія № 120 (селище Молодіжне, Волноваський район)
- Селидівська виправна колонія-82 (м. Селидове, смт Гостре, вул. Прикордонна)
- Торезька виправна колонія-28 (м. Торез, вул. Широка)
- Киселівський виправний центр-125 (м. Торез, вул. Широка)
- Сніжнянська виправна колонія-127 (м. Сніжне, вул. Центральна)
- Макіївська виправна колонія-32 (м. Макіївка, Кіровський район Макіївки)
- Кіровська виправна колонія-33 (м. Кіровське, вул. Дзержинського)
- Західна виправна колонія-97 (м. Макіївка-21, вул. Тореза)
- Дзержинська виправна колонія-2 (м. Торецьк)
- Жданівська виправна колонія-3 (смт. Вільхівка)
- Маріупольський виправний центр-138 (м. Маріуполь, селище Кам'янськ)
- Приазовська виправна колонія-107 (м. Маріуполь, вул. Уральська, 61)
- Микитівська виправна колонія-87 (м. Горлівка, вул. Живописна, 1)
- Мічурінська виправна колонія-57 (м. Горлівка, вул. Миру,1)
- Калінінська виправна колонія-27 (м. Горлівка, вул. 40 років України)
- Донецька УВП №5 (м. Донецьк, вул. Кобозева, 4)
- Бахмутська УВП №6 (м. Бахмут, вул. Ціолковського, 4)
- Марыупольський СІ(м. Маріуполь, вул. Каменська, 52)
- Єнакіївська виправна колонія-52 (м. Єнакієве, селище Оленівка)